# Barrage à soufflets de Ramspol
Le barrage à soufflets de Ramspol est un barrage gonflable, situé entre le Ketelmeer et le Zwarte Meer. Ce barrage à soufflets a été construit pour protéger le rivage du Zwarte Meer contre la montée des eaux du Ketelmeer. C'est le plus grand barrage à soufflets au monde et le seul conçu comme barrière contre les ondes de tempête. Il a été conçu par le bureau Zwarts en Jansma. Depuis 2014 il est géré par le Rijkswaterstaat.
Le barrage comporte trois soufflets d'une couverture en caoutchouc très résistant, ceux-ci sont automatiquement remplis d'air et d'eau si le niveau d'eau s'élève à 50 cm au-dessus du NAP et que l'eau s'écoule en direction du Zwarte Meer. Les soufflets forment alors une barrière de 10 mètres de hauteur. Lors de la conception, il a été estimé que la nécessité de fermer le barrage serait au maximum d'une fois par an.

## Fonctionnement
| Date             | Remarque |
| ---------------- | --- |
| 5 janvier 2012   | Tempête sur l'IJsselmeer |
| 31 mars 2015     | Vents forts |
| 25 juillet 2015  | Tempête de nord-ouest |
| 17 novembre 2015 | Montée des eaux dues à une tempête |
| 3 janvier 2018   | Cyclone Burglind, fermeture des cinq barrages anti-tempête des Pays-Bas. |
| 4 janvier 2018   | Fortes précipitations en Allemagne |
| 18 janvier 2018  | Fermeture en raison d'une violente tempête ouest. Au cours de cette tempête, le plus haut niveau d'eau jamais été mesuré au niveau de la barrière: 1,6 mètre au-dessus du niveau de la mer. |
| 11 mars 2019     | Fermeture de quelques heures en raison d'une montée des eaux de l'IJsselmeer. |

## Détails techniques de chaque soufflet
- emplacement des fondations: 4,65 m au-dessous du NAP
- hauteur maximale de la barrière au-dessus du NAP: 3,55 m
- hauteur totale de la barrière: 10 m
- longueur partie haute: 80 m
- longueur partie basse: 60 m
- largeur du seuil: 15,4 m
- longueur de tissu: 24,3 m
- contenu du soufflet en air: 3 500 m3
- contenu du soufflet en eau: 3 500 m3
- épaisseur de tissu: 1,6 centimètre
- fabrication: Bridgestone, Japon
- poids de tissu: 19,3 kg / m2
- poids d'un soufflet: 33 tonnes
- durée de vie minimum: 25 ans
- temps de remplissage du soufflet: 60 min max.
- temps de ralenti soufflet: max 180 min.
- soufflet de fermeture: 0,50 m au-dessus de NAP

Au repos, le soufflet repose sur trois fondations de 60 m de long et de 15,4 m de large.
Lorsque le barrage est fermé, la navigation n'est plus possible.